# Рутенко Сергій Олексійович
Сергій Олексійович Рутенко (біл. Сяргей Аляксеевіч Рутэнка, нар. 29 серпня 1981, с. Привольний, Мінський район, Мінська область, Білоруська РСР, СРСР) — білоруський гандболіст, що в минулому мав також словенське й іспанське громадянства. Правша, зріст — 198 см, вага — 100 кг.

## Біографія
Сергій Рутенко народився в сім'ї лісника і медпрацівниці. Мати народилася в Сибіру в сім'ї українців, яких в часи СРСР відправили на заслання. Якийсь час вона жила в Росії, де й познайомилася зі своїм чоловіком, за національністю теж українцем. Потім родина переїхала до Білорусі. У дитинстві Сергій часто гостював у бабусі в Україні.
Вихованець мінської школи гандболу. 2000 року у складі молодіжної збірної Білорусі став срібним призером чемпіонату світу та перейшов з мінського «Аркатрону» до словенського клубу «Ґоренє», а згодом — до «Півоварна Лашко». 2004 року прийняв словенське громадянство. Дебютний матч за Словенію провів на Олімпіаді в Афінах проти Росії. Всього у складі цієї збірної Сергій провів 40 ігор, забив 269 м'ячів, став найкращим бомбардиром чемпіонату Європи 2006 (51 гол).
2005 року Рутенко перейшов до одного з найсильніших клубів Європи — іспанського «Сьюдад-Реалу», з яким протягом чотирьох сезонів здобув по три перемоги у Лізі Чемпіонів, Лізі ASOBAL (чемпіонаті Іспанії) та Кубку Іспанії. У грудні 2008 року з ініціативи керівництва клубу через обмеження квоти на легіонерів прийняв громадянство Іспанії.
В той же час Рутенко заявив про бажання повернутися у збірну Білорусі одразу по завершенню необхідного трирічного терміну з часу його останньої гри за Словенію.
Влітку 2009 року гандболіст перейшов до каталонської «Барселони», підписавши з кубом контракт на 5 років. Сума транферу склала €1,2 млн, що є рекордом для світового гандболу.
У січні 2010 року Рутенка було включено до поширеної заявки збірної Білорусі на відбірковий турнір чемпіонату світу 2011, проте через юридичні перешкоди повернення гравця до білоруської команди було відкладено. У вересні 2010 року Рутенко все ж отримав право грати за Білорусь.